# Tržišno gospodarstvo
Tržišno gospodarstvo ili tržišna ekonomija ili (pogotovo u bivšim realsocijalističkim zemljama ponekad nazivan i kapitalizam) je sustav privrede koja se temelji na sustavu slobodnog poduzetništva i slobodne konkurencije. 
Djeluje putem tržišnih mehanizama,u kojim ponuda i potražnja određuje cijene na tržištu.

## Temelji
Tržište i tržišni mehanizam je osnova ekonomske teorije. Nastaje ili razvija se kao posljedica proizvodnje roba i podjele rada. 
Tržišna ekonomija se temelji na sustavu slobodnog poduzetništva i slobodne konkurencije. Djeluje kroz tržišni mehanizam interakcije ponude i potražnje, što rezultirala tržišnu cijenu. 
Sudionici mogu slobodno djelovati u uvjetima slobodnog tržišnog natjecanja. Slobodno tržišno gospodarstvo obuhvaća područja roba, usluga, proizvoda, rada zemljišta i kapitala, slobodnu vanjske trgovine i neovisne središnje burze i trgovinu. 
Izbor potrošača je odlučujuci.
Tržišna ekonomija pretpostavlja konkurenciju. Glavni preduvjet za funkcioniranje slobodnog tržišnog gospodarstva je poslovanje, koje pretpostavlja privatno vlasništvo.
U tržišnoj privredi država ima pored načela laissez fairea obavezu, utvrditi opća pravila igre gospodarskih aktivnosti te osigurati provođenje zakona.
Pravila zaštite i promicanja slobodnog tržišnog natjecanja i spriječiti nepotrebno miješanja u tržište od strane države. 
U prijelazu na tržišno gospodarstvo neophodna je privatizacija, liberalizacija cijena, vanjske trgovine, konvertibilnost valute. Potrebno je osigurati uravnotežen državni proračun i smanjiti sve oblike reguliranja tržišta. Zagovornici tržišnog gospodarstva djeluju protiv svega što sprječava slobodno formiranje cijena.

## Oblici tržišnog gospodarstva

### Slobodno tržišno gospodarstvo
Model slobodnog tržišnog gospodarstva je prvi put opisao Adam Smith (1723-1790). Proizvodnja i potrošnja su pod kontrolom tržišta. Država djeluje samo posredno na tržištu kroz pružanje javnih dobara i stvaranje pravnog sustava. 
Glavne osobitosti slobodnog tržišta su:
- sloboda ugovora
- sloboda poduzetništva
- slobode potrošača, trgovine i
- sloboda privatnog vlasništva
- slobodno formiranje cijena proizvoda koje određuje ponuda i potražnja
- slobodan pristup tržištu za potrošače i proizvođače omogućava učinkovitu raspodjelu resursa
- slobodno natjecanje. Konkurencija među tvrtkama pomaže u poboljšanju cijena i kvalitete.

### Socijalno tržišno gospodarstvo
Alfred Müller Armack i Ludwig Erhard stvorili su model socijalnog tržišnog gospodarstva koje je izgrađeno na elementima slobodnog tržišnog gospodarstva, ali je dopunjeno politikom konkurencije i regulatornih mjera u određenim slučajevima. Država bi prema tim modelu trebala intervenirati u pojedinim slučajevima, kao primjerice intervencijama protiv stvaranja monopola ili kartela. Socijalna tržišna ekonomija se temelji na neoliberalizmu.

### Socijalističko tržišno gospodarstvo
Socijalistička tržišna ekonomiju karakterizira načelo decentraliziranog planiranja i koordinacija zajedničkog vlasništva nad sredstvima za proizvodnju. Kapitalistička tržišna ekonomija je u skladu s privatnim vlasništvom nad sredstvima za proizvodnju. 

## Vanjske poveznice
- What is the Free Market? von Murray Rothbard (engleski jezik)